# 圣阿芒-隆普雷
圣阿芒-隆普雷（法語：Saint-Amand-Longpré，法語發音：[sɛ̃.t‿amɑ̃ lɔ̃pʁe]）是法国卢瓦-谢尔省的一个市镇，属于旺多姆区。该市镇于1965年由原市镇圣阿芒德旺多姆（Saint-Amand-de-Vendôme）和隆普雷（Longpré）合并而成。

## 地理
圣阿芒-隆普雷（47°41'24"N, 1°0'59"E）面积21.37 平方千米，位于法国中央-卢瓦尔河谷大区卢瓦-谢尔省，该省份为法国中北部省份，北起厄尔-卢瓦省，东北接卢瓦雷省，东南接谢尔省，南至安德尔省，西南接安德尔-卢瓦尔省，西北接萨尔特省。
与圣阿芒-隆普雷接壤的市镇（或旧市镇、城区）包括：昂布卢瓦、欧通、贡贝尔让、博斯地区于索、朗塞、努赖、普吕奈-卡斯罗、圣古尔贡、维勒绍沃。

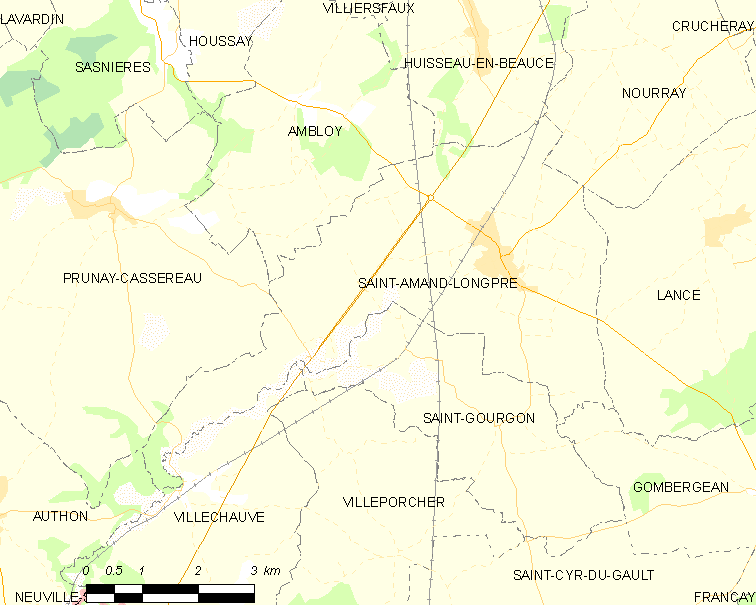
圣阿芒-隆普雷的OSM定位图

圣阿芒-隆普雷的时区为UTC+01:00、UTC+02:00（夏令时）。

## 行政
圣阿芒-隆普雷的邮政编码为41310，INSEE市镇编码为41199。

## 政治
圣阿芒-隆普雷所属的省级选区为卢瓦河畔蒙图瓦尔县。

## 人口

1962-2008年间圣阿芒-隆普雷人口变化图示

圣阿芒-隆普雷于2022年1月1日时的人口数量为1214人。